# Anthanassa seminole
Anthanassa seminole är en fjärilsart som beskrevs av Henry Skinner 1911. Anthanassa seminole ingår i släktet Anthanassa och familjen praktfjärilar. Inga underarter finns listade i Catalogue of Life.